# Людина на Місяці (книга Френсіса Годвіна)
«Людина на місяці» (англ. The Man in the Moone) — книга англійського єпископа англіканської церкви Френсіса Годвіна (1562—1633), у якій описано «подорож утопічного відкриття». Впродовж довгого часу її вважали однією з ранніх робіт автора, а тепер більшість сходиться на думці, що книгу написано наприкінці 1620-х років. Вперше її опубліковано посмертно 1638 року під псевдонімом Гонсалес Домінго. Робота примітна своєю роллю у так званій «новій астрономії», відгалуженні астрономії під впливом особливо Миколая Коперника. Хоча Коперник є єдиним згаданим за ім'ям астрономом, але книга також спирається на теорії Йоганна Кеплера і Вільяма Гілберта. На астрономічні теорії Годвіна значною мірою вплинув Галілео Галілей зі своїм «Sidereus Nuncius» (1610), але, на відміну від Галілея, Годвін припускає, що темні плями на Місяці — це моря, одна з багатьох паралелей з книгою Кеплера 1634 року «Сон».
Іспанець на ім'я Гонсалес змушений тікати з країни після того, як вбив людину на дуелі. Заробивши собі статок в Ост-Індії, він вирішує повернутися в Іспанію, але захворює на шляху додому і вирушає одужувати на острів острів Святої Єлени. Там він виявляє вид диких лебедів, здатних перевозити значні вантажі, під назвою ганса, і винаходить пристрій, який дозволяє йому запрягти велику групу цих птахів разом і літати навколо острова. Як тільки Гонсалес повністю одужує, він продовжує свій шлях додому, але англійський флот атакує його корабель біля берегів Тенерифе. Він використовує свою летючу машину, щоб втекти до берега, але як тільки благополучно приземляється, до нього наближаються ворожі тубільці, тому він знову змушений злетіти. Цього разу його птахи летять вище і вище, до Місяця, якого вони досягають після дванадцяти днів польоту. Там Гонсалес стикається з місяцянами, людьми високими на зріст і християнами за вірою, що населяють цей світ, який здається утопічним раєм. Через півроку життя серед них Гонсалес починає сумувати за домівкою і переживати за здоров'я своїх птахів, тож повертається на Землю. Він потрапляє в Китай, де його негайно заарештовують як мага, але після вивчення мови йому вдається завоювати довіру місцевого мандарина. Історія закінчується зустріччю Гонсалеса з групою єзуїтських місіонерів, які влаштовують відправлення назад в Іспанію письмового звіту Гонсалеса про свої пригоди.
Деякі критики вважають, що «Людина на Місяці», разом з романом Кеплера «Сон», були одними з перших творів у жанрі наукової фантастики. Ця книга була добре відомою в 17 столітті, й навіть надихнула пародії Сірано де Бержерака і Афри Бен, але не знайшла собі належного місця в історії критики. Нещодавні дослідження були зосереджені на теорії мови Годвіна, механіці місячної подорожі, а також його релігійній позиції й симпатіях, про які свідчить книга.

## Передумови і контексти
Годвін, син Томаса Годвіна, єпископа Бата і Веллса, 1578 року був обраний студентом Крайст Черч (Оксфорд), де 1581 року здобув ступінь бакалавра мистецтв, а потім 1584 року магістра мистецтв; після залучення до церкви він здобув ступінь бакалавра (1594) і доктора богослов'я (1596). Досягнув популярності (навіть на міжнародному рівні) в 1601 році після видання його Каталогу єпископів Англії після першої появи християнської релігії на цьому острові, який дозволив йому швидко піднятися в церковній ієрархії. За життя був відомий передусім як історик.

### Наукові досягнення і спекуляції на тему Місяця

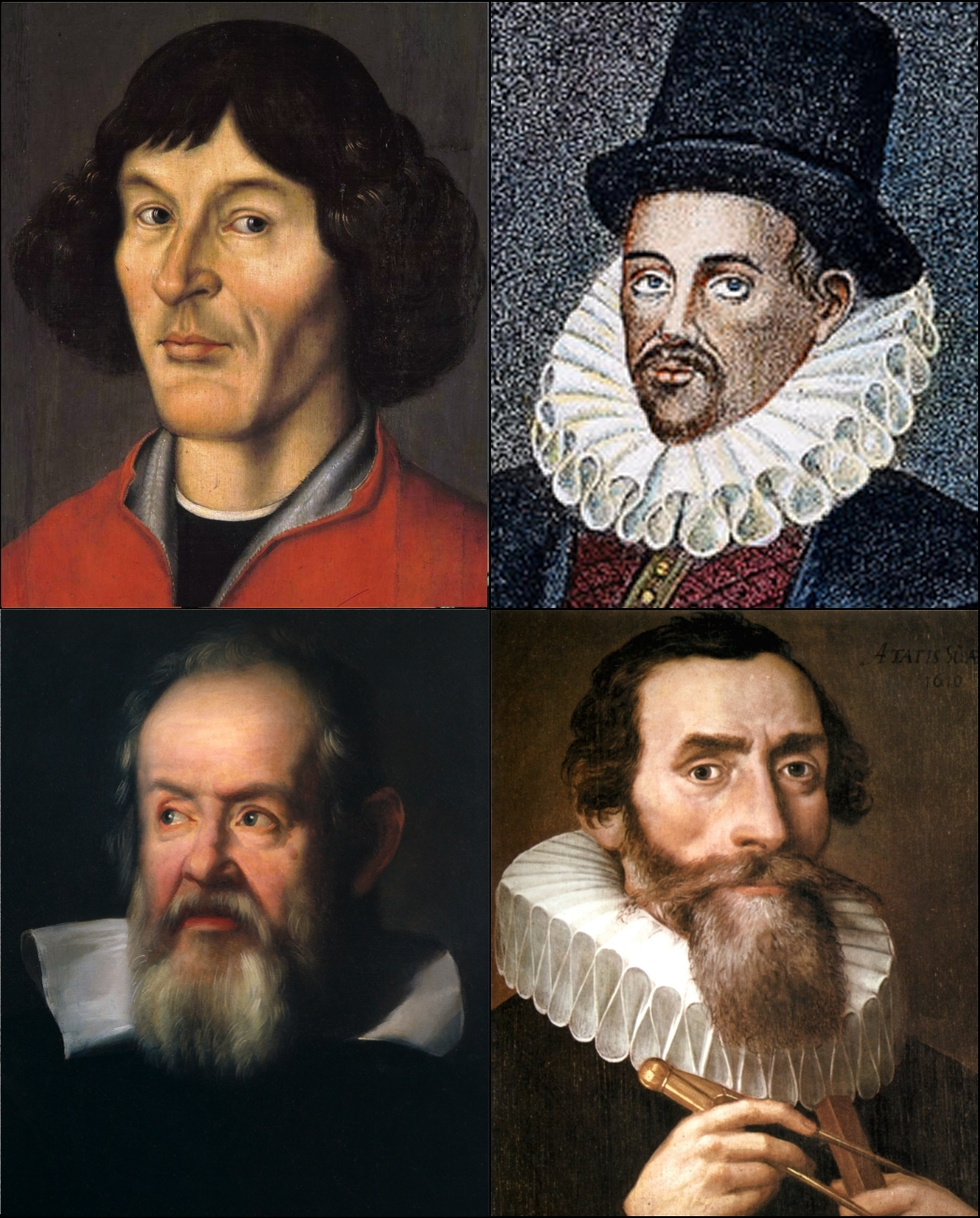
За годинниковою стрілкою з верхнього лівого кута: Коперник, Гілберт, Кеплер, Галілео

Книга Годвіна з'явилася в часи значного інтересу до Місяця та інших астрономічних явищ, і важливих вдосконалень в астрономічних спостереженнях, математиці та механіці. Вплив, зокрема, Миколая Коперника, призвів до виникнення так званої «нової астрономії»; Коперник — єдиний астроном, чиє ім'я згадує Годвін, але проглядаються також теорії Йоганна Кеплера і Вільяма Гілберта. Публікація Галілео Галілея 1610 року Sidereus Nuncius (зазвичай перекладають як «Зоряний Вісник») справила значний вплив на астрономічні теорії Годвіна, хоча Годвін пропонує (на відміну від Галілея), що темні плями на Місяці — це моря, одна з багатьох подібностей між Людиною на Місяці і Кеплеровим романом 1634 року Сон|Somnium sive opus posthumum de astronomia lunaris]] («Сон, або посмертний твір про місячну астрономію»).
Спекуляції на тему заселеності Місяця не були новими для західної думки, але вони посилилися в Англії на початку 17 століття: 1603 року Філемон Голланд переклав МораліїПлутарха, таким чином ввівши греко-римські спекуляції на цю тему в англійську мову, а такі поети, як, наприклад, Едмунд Спенсер, запропонували ідею заселеності інших світів, включаючи Місяць. Розширення географічних уявлень про світ також стимулювало такі думки. У 1630-х роках з'явилася публікація перекладу Правдивої історії Лукіана (1634), що містила два описи подорожі на Місяць, і нове видання Несамовитого Роланда Лудовіко Аріосто, також з підняттям на Місяць. В обох книгах Місяць населений, і цій темі надали важливого релігійного значення такі автори, як Джон Донн, який у книзі Конклав Ігнатія (1611, нові видання в 1634 і 1635 роках) сатирично зобразив «божевільну (lunatic) церкву» на Місяці засновану Люцифером і єзуїтами. Спекуляції на тему Місяці досягли апогею наприкінці десятиліття, після публікації Людина на Місяці Годвіна (1638) і Відкриття світу на Місяці Джона Вілкінса (також 1638, нова редакція 1640).

### Свідчення про дату написання

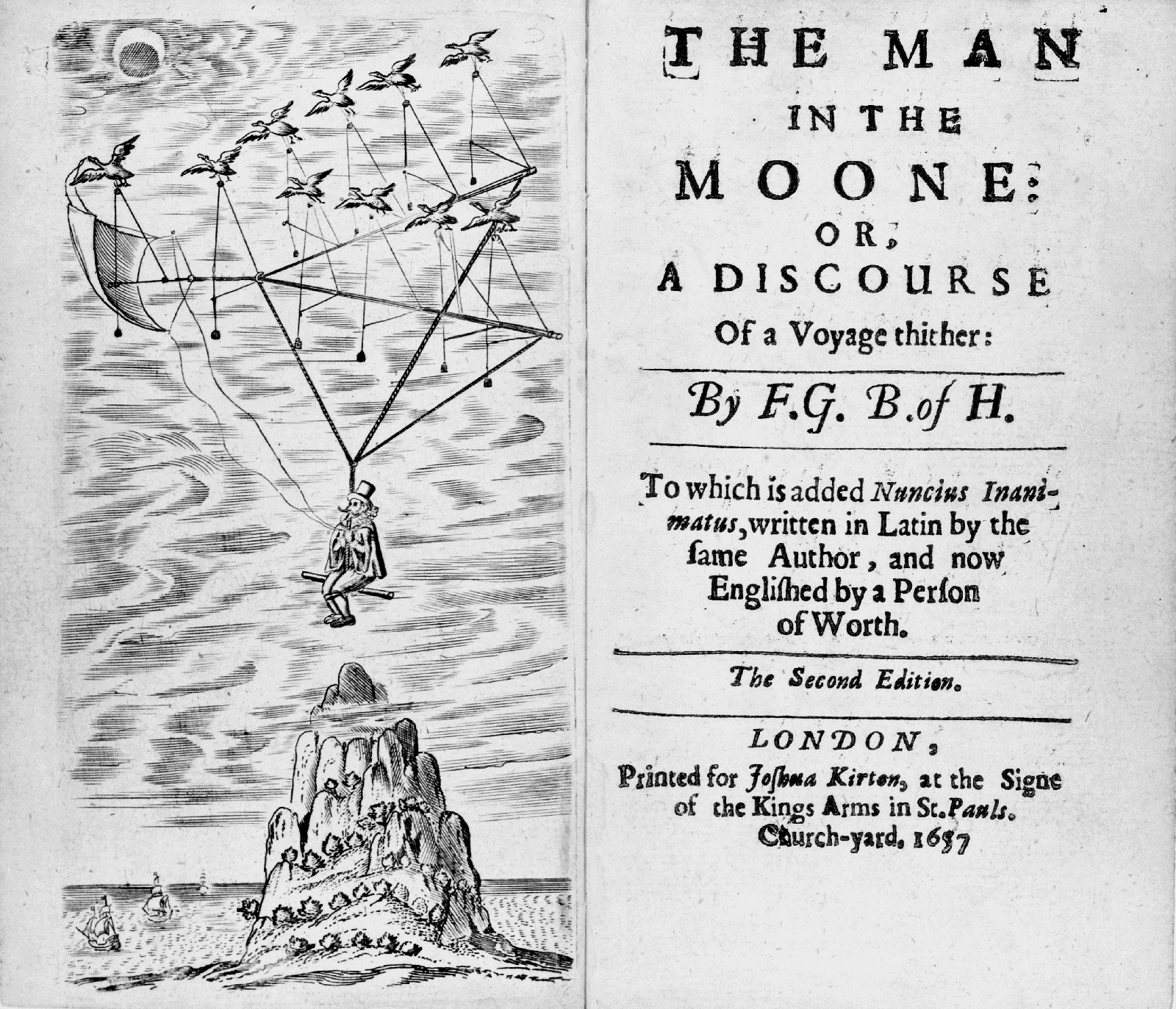
Фронтиспіс і обкладинка другого видання (1657), тепер замість псевдоніма ініціали «F.G. B. of H.» («Francis Godwin, Bishop of Hereford»)

Поки Грант Макколлі, історик сучасної англійської літератури, не опублікував «Датування Домінго Гонсалеса Годвіна» 1937 року, вважали, що Годвін написав Людину на Місяці в період своєї ранньої творчості, можливо, під час свого перебування в церкві Христа з 1578 по 1584 рік, а може навіть наприкінці 1603 року. Але Макколлі запропонував значно пізнішу дату, 1627 або 1628 рік, на основі внутрішньотекстових і біографічних свідчень. Низка ідей про фізичні властивості Землі і Місяця, включаючи твердження про «таємничу властивість, яка діє таким самим чином, як магніт притягує залізо», з'явились не раніше, ніж 1620 року. А Годвін, здається, запозичив концепцію використання зграї сильних, натренованих птахів, для польоту на Місяць з Sylva sylvarum («Природнича Історія») Френсіса Бекона, опублікованої в липні 1626 року. Всі ці свідчення підтверджують датування Макколлі «1626-29, з вірогідними роками написання 1627-28», яке нині є загальноприйнятим.
Вільям Пул, у своєму виданні Людини на Місяці 2009 року, наводить додаткові докази на користь пізнішої дати написання. Він стверджує, що Годвін найімовірніше дізнався про Єзуїтську місію в Китаї (засновану 1601 року) з видання Purchas his Pilgrimage Семюела Перчаса 1625 року. Ця книга містить редакцію De Christiana expeditione apud Sinas («Про християнську експедицію до Китаю, здійснену Товариством Ісуса») Ніколя Тріго (1615), яка в свою чергу була редакцією рукопису священика-єзуїта Маттео Річчі. Пул також вбачає вплив Роберта Бертона, який у другому томі Анатомії меланхолії розмірковував про отримання астрономічних знань за допомогою телескопічних спостережень (з посиланням на Галілео) або з космічних подорожей (Лукіан). У виданні Анатомії 1628 року є розділ планетарні періоди, який дає для Марса період три роки, а якби Годвін використовував De Magnete (1600) Вільяма Гілберта, то ця цифра дорівнювала б двом. Зрештою, Пул вказує на те, що він називає «родовим запозиченням»: якщо деталі, наприклад, щодо марсіанського періоду могли бути запозиченими з інших джерел, то Бертон і Годвін — єдині тогочасні письменники, які поєднали інтерес до позаземного життя з інтересом до Зелених дітей Вулпіта, історією 12-го століття про двох таємничих зелених дітей, знайдених у графстві Саффолк.
Одне із «найбільших інтелектуальних запозичень» Годвіна припадає на De Magnete Гілберта, у якому Гілберт стверджував, що земля магнітна, хоча можливо він використовував похідний текст Марка Рідлі або підручник з географії Натанаїла Карпентера. Малоймовірно, щоб Годвін міг сам зібрати першоджерела, які він використовує при описі подій у своїй книзі (такі як деталі повернення Гонсалеса зі сходу, особливо опис острова Святої Єлени, та його значення як місця відпочинку для хворих моряків), і ймовірніше, що він спирався на пригодницькі та інші книги. При описі місії до Китаю він використовував De Christiana expeditione apud Sinas (1615) Тріго, написану на основі рукопису Маттео Річчі, засновника єзуїтської місії в Пекіні 1601 року. Деталі, що стосуються морської подорожі і Святої Єлени, ймовірно, походять зі звіту Томаса Кавендіша про його перше навколосвітнє плавання, доступного в книгах Основи навігації Річарда Гаклюйта (1599—1600) і Purchas His Pilgrimage, вперше опублікованій 1613 року. Інформацію про Нідерландське повстання, історичне тло початку кар'єри Гонсалеса, ймовірно, взято з анналів Емануеля ван Метерена, голландського історика, який працював у Лондоні.

### Англомовні видання та переклади

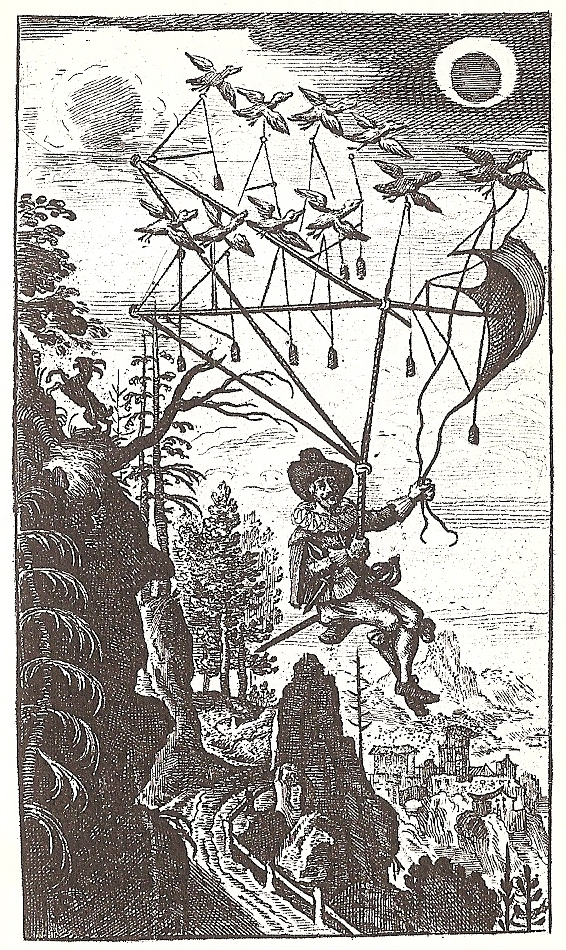
Фронтиспісі дер Флигенде Wandersmann поч дем Монд, 1659

Макколлі знав лише про один збережений екземпляр першого видання, що міститься в Британському музеї (нині Британська бібліотека С. 56.с. 2), який став основою для його видання Людини на Місяці і Nuncius Inanimatus 1937; це видання критикував літературний критик Кетлін Тіллотсон за відсутність текстової акуратності і послідовності. У своєму огляді, опублікованому за шість років до того, Г. В. Лоутон згадує про другу копію в Національній бібліотеці Франції, V.20973 (тепер RES P- V- 752 (6)), упущення, яке помітив і Тіллотсон.
Для тексту своєї редакції 2009 року Вільям Пул ретельно порівняв копію Бодліанської бібліотеки Оксфорда (Ashm. 940(1)) з тією, що міститься в Британській бібліотеці. Друкаря першого видання Людини на Місяці визначено за титульним аркушем як Джон Нортон, продавцями книги були Джошуа Кіртон і Томас Воррен. Книга також містить епістолу, яка представляє працю, приписувану «Е. М.», можливо, вигаданий Едвард Махон, якого Stationers' Register визначає як перекладача з іспанської. Пул припускає, що цей Едвард Махон можливо був Томасом або Морганом Годвіном, двоє синів єпископа, які працювали з батьком на телеграфному зв'язку, але додає, що третій син Годвіна, Пол, також міг бути залученим. Частковий перегляд рукопису (перша половина датована за григоріанським календарем, друга половина все ще слідує заміненому юліанському), вказує на незакінчений рукопис, який Пол можливо отримав після смерті батька і передав своєму колишньому колезі Джошуа Кіртону: Пол Годвін і Кіртон були учнями одного й того самого друкаря, Джона Білла, і працювали там разом упродовж семи років. Пол, можливо, просто продовжив обман «E. M.» несвідомо, і/або міг бути відповідальним за частковий перегляд рукопису. У другому виданні, опублікованому 1657 року, додався твір Nuncius Inanimatus Годвіна (англійською та латиною; вперше опублікований у 1629 році). Третє видання вийшло друком 1768 року. Його текст був скороченим, а роль введення виконував опис острова Святої Олени (друкаря Натаніела Крауча).
Французький переклад L'Homme dans la Lune Жана Бодуена вперше вийшов друком 1648 року і витримав ще чотири перевидання. В цій французькій версії відсутня оповідь про місячне християнство,  і те саме стосується багатьох перекладів на її основі, зокрема перекладу на німецьку мову Der fliegende Wandersmann nach dem Mond 1659 року, помилково приписуваного Гансові Якобу Крістофелю фон Гріммельзгаузену. Йоган ван Бростергойзен (бл. 1594—1650) переклав книгу на голландську мову, і голландський переклад — можливо Бростергойзена, хоча атрибуція невизначена — витримав сім видань у Нідерландах між 1645 і 1718 роками. Друге видання 1651 року, і наступні, включають продовження невідомого авторства, у якому йдеться про подальші пригоди Гонсалеса.

## Короткий опис сюжету
Оповідь ведеться від першої особи як розповідь Домінго Гонсалеса, вигаданого автора книги. У своєму вступному слові до читача вигаданий перекладач «E. M.» обіцяє «an essay of Fancy, where Invention is shewed with Judgment». Гонсалес є громадянином Іспанії, змушеним втікати в Ост-Індію після убивства людини на дуелі. Там він заробляє статок на торгівлі дорогоцінними каменями і вирішує повернутись до Іспанії. По дорозі додому тяжко захворює і разом з негром-слугою Дієго висаджується на острові Святої Єлени, який славиться своїм «помірним і здоровим» кліматом. Нестача продовольства змушує Гонсалеса і Дієго жити за кілька миль один від одного, але Гонсалес розробляє різні системи, що дозволяють їм спілкуватися. Зрештою він придумує обмінюватися з Дієго повідомленнями і продовольством за допомогою птахів ганса, які описує як вид диких лебедів. Гонсалес поступово починає розуміти, що ці птахи здатні нести значні вантажі, і вирішує побудувати пристрій, який міг би підняти людину, якби в нього запрягти багато таких лебедів. Це дозволило б йому легше пересуватися по острову. Після успішного випробувального польоту він вирішує продовжити свою подорож додому, сподіваючись, що зможе наповнити світ [своєю] славою і популярністю". Але на зворотному шляху в Іспанію, у супроводі своїх птахів і пристрою, який він називає двигуном, його корабель атакує англійський флот біля берегів Тенерифе, тому він змушений втікати, злетівши у повітря.
Після короткого перебування на Тенерифе, Гонсалес змушений знову злетіти через швидке наближення ворожих тубільців. Але замість того, щоб приземлитися в безпечному місці серед іспанських жителів острова, лебеді летять все вище й вище. У перший день свого польоту Гонсалес стикається з «ілюзіями 'демонів і злих духів'» у вигляді чоловіків і жінок, з деякими із яких має змогу спілкуватися. Вони дають йому їжу й питво на дорогу й обіцяють безпечно посадити в Іспанії, але за тієї лише умови, якщо він приєднається до їхнього «братства» і «укладе з ними такі угоди, які вони уклали зі своїми Капітаном і Майстром, чиє ім'я вони не можуть назвати». Гонсалес відхиляє їхню пропозицію і після дванадцятиденної подорожі досягає Місяця. Раптом відчувши сильний голод, він відкриває провізію, яку йому дали на шляху, але знаходить там лише сухе листя, козячу шерсть та тваринний послід, і що його вино «смердить як кінська сеча». Невдовзі його виявляють жителі Місяця. Це люди високого зросту і християнської віри, які насолоджуються щасливим і безтурботним життям у своєрідному пасторальному раю. Гонсалес виявляє, у цій явно утопічній державі порядок підтримується шляхом заміни дітей, які провинилися, земними дітьми.
Місяцяни розмовляють мовою, яка складається «не так зі слів і літер, як із мелодій і дивних звуків». Гонсалес деякою мірою оволодіває нею після кількох місяців тренувань. Через шість місяців після прибуття Гонсалес починає турбуватися станом своїх лебедів, троє із яких померли. Побоюючись, що в разі подальшої затримки він може ніколи не повернутися на землю і знову побачити своїх дітей, він вирішує покинути своїх господарів, взявши із собою в подарунок дорогоцінні камені від Верховного монарха Місяця, Ірдонозура. Камені бувають трьох різних видів: полеастіс, які можуть зберігати і виробляти велику кількість теплоти; макбрус, які виробляють велику кількість світла; і ебелус, що якщо один бік каменю приєднати до шкіри, то він робить людину невагомою, а якщо торкнутися іншого боку, то людина знову набуває ваги.
Гонсалес запрягає лебедів у свій двигун і 29 березня 1601 року полишає Місяць. Приблизно через дев'ять днів він приземляється в Китаї, не зустрівши на шляху повторно ілюзій чоловіків і жінок. Приземлення полегшує наявність каменю ебелус, який допомагає птахам уникнути падіння на землю, оскільки вага Гонсалеса і його двигуна загрожувала стати надмірною для них. Його одразу ж затримали і доставили до місцевого мандарина, звинувативши в магії, і, як наслідок, ув'язнили в його палаці. Він вчиться розмовляти місцевим діалектом китайської мови, і, після декількох місяців тюремного ув'язнення, постає перед мандарином, щоб розповісти про себе і свій приїзд до Китаю. Ця розповідь приносить йому його довіру і підтримку. Гонсалес чує про групу єзуїтів і йому дозволяють їх відвідати. Він пише звіт про свої пригоди, відправлення якого в Іспанію організовують єзуїти. Історія закінчується палким побажанням Гонсалеса, щоб йому одного дня дозволили повернутися в Іспанію, і «що збагативши свою країну знанням цих таємниць, я зможу принаймні пожинати славу моїх щасливих нещасть».

## Теми

### Релігія
Історія розгортається в часи правління королеви Єлизавети I, період релігійних конфліктів в Англії. Була не лише загроза відродження римо-католицької церкви, але й точилися суперечки всередині протестантської Церкви. Коли Гонсалес вперше зустрів місяцян, він вигукнув: «Єзус Марія», тоді місяцяни впали на коліна. Хоча вони й шанують ім'я Ісуса, але не знайомі з ім'ям Марія, тому можна припустити, що вони протестанти, а не католики; Пул дотримується такої самої думки: «Відсутність їхньої реакції на ім'я Марії каже про те, що вони не впали в помилки Католицької Церкви, попри те, що деякі інституції на Місяці виглядають по-католицькому». Починаючи з 1580-х років, коли Годвін був студентом Оксфордського університету, було багато публікацій, які критикували управління створеної англіканської церкви, поки 1586 року не ввели цензуру, що призвело до суперечності Мартіна Марпрелейта. Мартін Марпрелейт було ім'я, яке використовував анонімний автор або автори нелегальних трактатів, які нападали на Церкву, опублікованих у 1588 і 1589 роках. Низка коментаторів, зокрема Грант Макколлі, припускали, що Годвін рішуче виступав проти введення цензури, що виражалось в надії Гонсалеса, що опублікування відомостей про його подорож не може завдати «шкоди католицькій вірі». Джон Кларк припустив, що суперечність Мартіна Марпрелейта, можливо, надихнула Годвіна дати ім'я Мартін місячному богові, але як єпископ англіканської церкви, мабуть, малоймовірно, що він взагалі симпатизував позиції Мартіна Марпрелейта. Критики не згодні з такими думками про віру місяцян Годвіна. На відміну від Кларка і Пула, Девід Крессі стверджує, що місяцян на коліна після вигуку Гонсалеса (подібний ритуал відбувається при дворі Ірдонозура) свідчить про «досить механічну форму релігії (саме так більшість протестантських сучасників Годвіна сприймали католицизм)».
До того часу, коли вийшла друком Людина на Місяці, дискусія про множинність світів вже почала свідчити на користь існування позаземного життя. Для християнських мислителів така множинність тісно пов'язана з Христом і його спокутою за гріхи людські: якщо є інші світи, то чи там також відбувались подібні історії, і чи Христос також спокутував їх своєю жертвою? За словами Філіппа Меланхтона, богослова 16-го століття, який тісно співпрацював з Мартіном Лютером, «неможливо уявити собі, що існує безліч світів, тому що неможливо уявити, що Христос помирав і воскресав частіше, не можна і вважати, що в будь-якому іншому світі без пізнання Сина Божого людям буде даровано вічне життя». Аналогічні зауваження робив Кальвіністський теолог Ламбер Дано. У середині 17-го століття, справа, здається, вирішилась на користь можливої множинності, яку серед інших прийняли Генрі Мор і Афра Бен; «до 1650 року питання єлизаветинського оксфордського іспиту an sint plures mundi? (чи може існувати багато світів? — на яке правильною аристотелівською відповіддю була „ні“) замінено на диспутаційний тезис quod Luna sit habitabilis ('що Місяць може бути придатним для життя» — на який відповіддю могла бути 'можливо' якщо не 'так')".

### Місячна мова

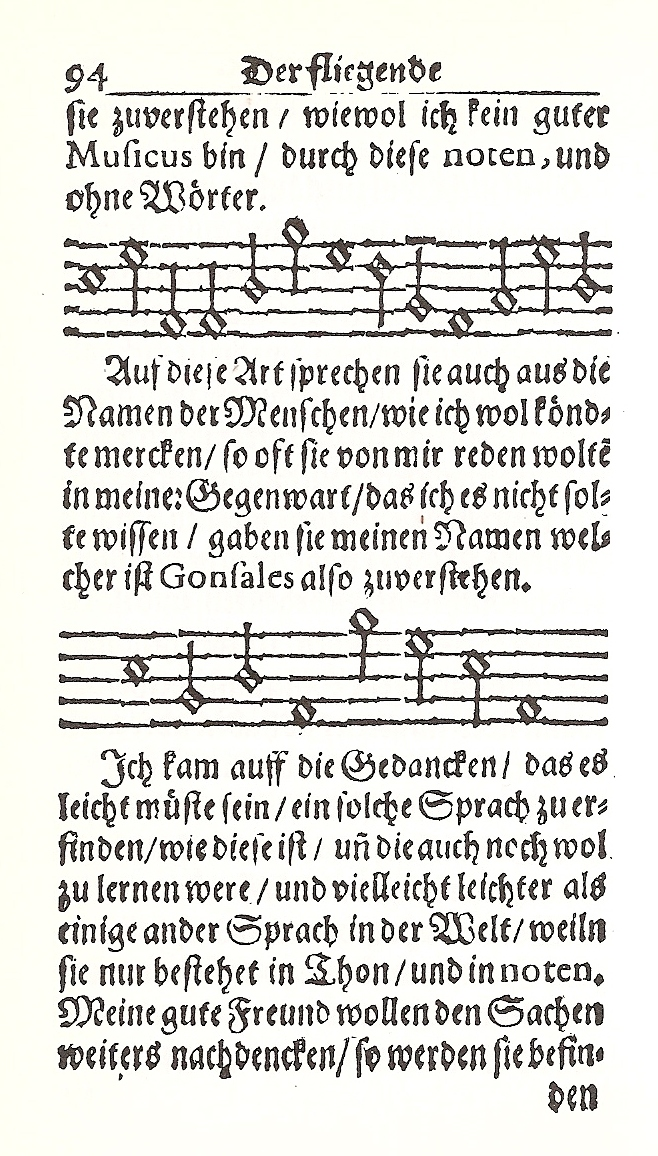
Транскрипція місячної мови в німецькому виданні 1659 року

Годвін усе життя цікавився мовами та передачею інформації (як це видно в різних засобах спілкування, які Гонсалес застосовував для обміну інформацією зі своїм слугою Дієго на острові Святої Єлени) і це було темою його Nuncius inanimatus (1629). Мова, з якою Гонсалес стикається на Місяці, не має жодного стосунку до будь-якої знайомої йому, і йому знадобилися місяці, щоб навчитися достатньо швидко спілкуватися з жителями Місяця. Хоча словник цієї мови обмежений, але її виражальні можливості множаться, оскільки сенс слів і фраз також залежить від тону. Придумані мови були важливим елементом більш ранніх фантастичних оповідей, таких як «Утопія» Томаса Мора, «Ґарґантюа та Пантаґрюель» Франсуа Рабле і Mundus Alter et Idem Джозефа Голла; зі всіма цими книгами Годвін був знайомий. П. Корнеліус написав дослідження про придумані мови в оповідях про уявні подорожі 17 і 18 століть, у якому стверджує, що досконала, раціонально організована мова свідчить про просвітницький раціоналізм. Як стверджує Г. Невілл-Девіс, вигадана мова Годвіна досконаліша, ніж, наприклад, Мора, в одному аспекті: нею розмовляють на всьому Місяці і вона не постраждала від земної дисперсії мов, спричиненої падінням Вавилонської вежі.
Одним із джерел Годвіна при створенні його місячної мови був De Christiana expeditione apud Sinas Тріго. Гонсалес наводить два приклади розмовних фраз, записаних шифром, які пізніше пояснив Джон Вілкінс у Mercury, or The Secret and Swift Messenger (1641). Опис китайської мови Тріго дав Годвіну ідею надання місячній мові тональності і здатності потім вирізнити тональність у мові китайських мандаринів, з якими Гонсалес зустрівся після повернення на Землю. Гонсалес стверджує, що на відміну від безлічі мов у Китаї (що робить їхніх носіїв нездатними розуміти один одного), мова мандаринів є універсальною завдяки тональності (він відмовляє в цій властивості іншим діалектам китайської). Таким чином, мандарини здатні підтримувати культурно-духовну перевагу, що нагадує представників верхівки суспільства на Місяці, і є контрастом до різноманітності розмовних мов у розколотій і морально звироднілій Європі та інших країнах. Ноулсон стверджує, що використання терміна «мова» є перебільшенням і що правильним терміном є «шифр»: «попри твердження Годвіна, ця музична „мова“ зовсім не є мовою, а просто шифром, яким можна записати літери існуючої мови». Він припускає, що джерелом Годвіна могла бути книга Джоана Баптісти Порти, чиї De occultis literarum notis (1606) містять точний опис методу, який він мав запозичити".

## Жанр
Жанр книги відносили до різних категорій. На момент першого видання книги літературний жанр утопічної фантастики був у зародковому стані, але критики розпізнали, як Годвін використав утопічну установку для критики тогочасних інституцій: за словами Моріса Беннетта, Місяць був «ідеальною перспективою для погляду на землю» з її «моральними установками і соціальними інституціями». Інші критики називають такі книги, як «утопія», «ренесансною утопією» або «крутійськими пригодами». У той час як деякі критики стверджують, що це один із перших творів наукової фантастики, відсутній навіть загальний консенсус, що це навіть «прото-наукова-фантастика».
Ранні коментатори визнали, що книга є свого роду крутійським романом, і порівняння з Дон Кіхотом були зроблені ще 1638 року. За структурою і змістом Людина на Місяці дещо нагадує анонімну іспанську повість Ласарільйо де Тормес (1554); обидві книги починаються з генеалогії, а їхня дія розпочинається в Саламанці, і розповідають про людину, яка подорожує від господаря до господаря, шукаючи вдачі. Але більшість критиків згодні з тим, що Годвін не дотримується крутійського режиму впродовж усієї книги, і навмисно досягає «переходу жанрів».
Книга Годвіна витримана в дусі давніх традицій літератури подорожей, яка поєднує захоплення від подорожей у незнайомі місця з утопічною рефлексією; попередниками називають Утопію Мора, а також звіт про подорож Амеріго Веспуччі. Годвін міг опиратися на великий корпус текстів з описами плавань, які здійснює його герой, зокрема книги Гаклуйта і Яна Гюйгена ван Лінсхотена,а також розповіді учасників єзуїтської місії в Пекіні.

## Критика і вплив
Людина на Місяці вийшла через п'ять місяців після Відкриття світу на Місяці Джона Вілкінса, згодом єпископа Честера. Вілкінс посилається на Годвіна один раз, але обговорюючи плями на Місяці, не книгу Годвіна. Проте, в третьому виданні «The Discovery» (1640) Вілкінс коротко описує книгу Годвіна, а потім у Mercury (1641) він коментує Людину на Місяці і Nuncius Inanimatus, кажучи, що «текст першої можна використати для розкриття секретів другої». Людина на Місяці швидко стала міжнародним «джерелом гумору та пародії»: Сірано де Бержерак, використовуючи переклад Бодуена 1648 року, спародіював її в книзі Інший світ, або Держави та імперії Місяця (1657); Мандрівник у книзі Сірано насправді зустрічає Гонсалеса, який все ще на Місяці і «деградував до стану ручної мавпи». Ця книга надихнула те, що називали першим науково-фантастичним текстом в Америці, Syzygies and Lunar Quadratures Aligned to the Meridian of Mérida of the Yucatán by an Anctitone or Inhabitant of the Moon… Мануеля-Антоніо де Ріваса (1775). Мова Людини на Місяці безпосередньо або через Сірано де Бержерака могла вплинути на мову Лапути Джонатана Свіфта, який був далеким родичем Годвіна.
Людина на Місяці стала популярним джерелом для «часто екстравагантно поставлених комічних драми та опери»,, зокрема на створення п'єси 1678 року Імператор Місяця Афру Бен «надихнуло… третє видання [Людини на Місяці] і англійський переклад книги Сірано де Бержерака», а також Світ на Місяці (1697) Елкани Сеттла. Чудеса на Сонці, в царстві птахів (1706) Томаса Д'Урфі було «справжнім продовженням, з головними героями Домінго і Дієго». Його популярність не обмежувалася Англією; голландський фарс Don Domingo Gonzales of de Man in de maan, який раніше приписували перу Марії де Вілде, вийшов друком 1755 року.
Вплив книги тривав і в 19 столітті. Едгар Аллан По в додатку до «Дивовижної пригоди Ганса Пфааля» назвав її «єдиною у своєму роді і дещо хитромудрою книжечкою». По припускав, що автор міг бути французом. Жуль Верн у своїй Із Землі на Місяць (1865) висловив таке саме припущення, а це наштовхує на думку, що вони могли користуватися перекладом Бодуена. Перші люди на Місяці (1901) Герберта Веллса має низку паралелей з фантазією Годвіна, зокрема використання каменя для створення невагомості. Втім, Людина на Місяці зустріла лише «теплуватий прийом у різних історіях англійської літератури»,, а її значення применшують у дослідженнях утопічної літератури. У своїй книзі Утопічна думка в західному світі Френк Е. Мануель і Фрітці П. Мануель (переможець National Book Award for Nonfiction 1979 року) згадують її лише побіжно, кажучи, що Годвін «розглядає насамперед механіку польоту за допомогою команди птахів», і що Людина на Місяці, подібно до книг Бержерака і Вілкінса, позбавлена «високої серйозності і єдиної моральної мети».
Вантажопідйомні птахи Гонсалеса також залишили свій слід. В Оксфордському словнику англійської мови міститься запис для Ганса: «Один із птахів (яких усюди називають 'дикі лебеді'), що підняли Домінго Гонсалеса на Місяць у романі Ф. Годвіна». Як етимологію він пропонує ganzæ, що міститься у перекладі 1601 року Природничої історії Плінія старшого, автором якого був Філемон Голланд. Міхаель Флоран ван Лангрен («Langrenus»), голландський астроном і картограф 17-го століття, назвав один з місячних кратерів на честь них, Gansii, згодом перейменований на Галлей.

## Сучасні видання
- The Man in the Moone: or a Discourse of a Voyage thither by Domingo Gonsales, 1638. Facsimile reprint, Scolar Press, 1971.
- The Man in the Moone and Nuncius Inanimatus, ed. Grant McColley. Smith College Studies in Modern Languages 19. 1937.[14] Repr. Logaston Press, 1996.
- The Man in the Moone. A Story of Space Travel in the Early 17th Century, 1959.
- The Man in the Moone, in Charles C. Mish, Short Fiction of the Seventeenth Century, 1963. Based on the second edition, with modernised text (an «eccentric choice»).[47]
- The Man in the Moone, in Faith K. Pizor and T. Allan Comp, eds., The Man in the Moone and Other Lunar Fantasies. Praeger, 1971.[68]
- The Man in the Moone, ed. William Poole. Broadview, 2009. ISBN 978-1-55111-896-3.

### Монографії проЛюдину на Місяця
- Anke Janssen, Francis Godwins «The Man in the Moone»: Die Entdeckung des Romans als Medium der Auseinandersetzung mit Zeitproblemen. Peter Lang, 1981.[69]

### Нотатки
1. ↑  Bürger lists publications from 1651, 1654, 1666, and 1671.[21]
2. ↑  Німецький переклад Людини на Місяці виходив друком у 1660 і 1667 роках з двома текстами Бальтазара Венатора[de], один із яких також є оповіддю про місячну подорож; Гріммельзгаузен написав додаток до Людини на Місяці видання 1667 року (очевидно, щоб заповнити 13 пустих сторінок, за запитом його друкаря Йогана Йонатана Фельбекера). Відтоді його ім'я стало асоціюватися з Людиною на Місяці, хоча цей додаток не увійшов до його вибраних творів. За даними Бюргера, німецьким перекладачем Людини на Місяці можливо був Гієронімус Імгоф (1606—1668) із Вольфенбюттеля, вихователь принців при дворі Августа Молодшого[en];[24] неправильна атрибуція перекладу Гріммельзгаузену зустрічається ще 1945 року.[25]
3. ↑  В. Г. ван Сетерс зазначає, що 1651 року двоє голландських друкарів, Якоб Беньямін в Амстердамі та І. Г. ван Гойтен у Гаазі, опублікували різні продовження оповіді, обидві у зв'язці з другим видання книги Годвіна; продовження Беньяміна підписане  E. M., ініціали годвінового вигаданого оповідача. Продовження ван Гойтена існує лише в одному printing, але він очевидно планував третій том, продовження продовження.[27]
4. ↑  Сигнали на відстані були однією з "особистих пристрастей" Годвіна.[32]
5. ↑  У момент написання книги Англія була в стані війни з Іспанією[en].
6. ↑  За версією Годвіна, оскільки Земля магнітна,[1] то лише початкового поштовху досить, щоб уникнути її магнітного притягання, і цей поштовх здійснюють лебеді.[38]
7. ↑  Годвін наводить зелених дітей Вулпіта як приклад місячних дітей, яких відіслали на Землю. Місячного бога звати Мартінус, що може бути пов'язаним з батьківщиною зелених дітей, Землею Святого Мартіна.[39]
8. ↑  Гонсалес розмірковує, що зворотня дорога зайняла на два дні менше, оскільки його лебедям вже не терпілося додому, або ж, що земля має більше магнетичне притягання.[41] Сучасний математик Сімосон вказує, що зменшення тривалості також можна пояснити тим, що лебеді летять прямо туди where they could see the Moon to be on their outward journey. Тож, замість руху по прямій, вони описують криву погоні, attempting to catch up with the Moon as it orbited the Earth. Але оскільки Земля обертається навколо Сонця повільніше, ніж Місяць навколо Землі, то крива погоні для зворотнього шляху була відповідно коротшою, а отже подорож додому швидшою.[42]
9. ↑  Єзуїтську місію в Пекіні заснували 1601 року Маттео Річчі і Дієго де Пантоха[en].[15]
10. ↑  Це переглянуте видання його De furtivis literarum notis, vulgo de Ziferis libri iiii, вперше опублікованого 1563 року в Наполі.

## Подальші читання
- Godwin, Francis (1718), De man in de maan, of, Een verhaal van een reyse derwaarts (Dutch)  (вид. 5th), Filip Verbeek, архів оригіналу за 29 серпня 2021, процитовано 19 жовтня 2017
- The Man in the Moone public domain audiobook at LibriVox

## Зовнішні посилання s
- Вікісховище має мультимедійні дані за темою: The Man in the Moone
- Тексти за темою The Strange Voyage and Adventures of Domingo Gonsales, to the World in the Moon у Вікіджерелах
- Francis Godwin на сайті Internet Speculative Fiction Database (англ.)

- Людина на Місяці в Internet Speculative Fiction Database (англ.)
- A 1740 plate based on the book's illustration [Архівовано 24 січня 2022 у Wayback Machine.], held by the Музей Фіцвільяма